# Soiuz 38
Soiuz 38 va ser un vol espacial tripulat de la Unió Soviètica en setembre de 1980. La nau espacial Soiuz va transportar dos tripulants visitants a l'estació espacial Saliut 6, un dels quals era un cosmonauta Interkosmos de Cuba.

## Tripulació
| Posició                   | Tripulació                                       | Tripulació                                       |
| ------------------------- | ------------------------------------------------ | ------------------------------------------------ |
| Comandant                 | Iuri Romanenko Segon vol espacial Unió Soviètica | Iuri Romanenko Segon vol espacial Unió Soviètica |
| Cosmonauta d'investigació | Arnaldo Tamayo Méndez Primer vol espacial Cuba   | Arnaldo Tamayo Méndez Primer vol espacial Cuba   |

### Tripulació de reserva
| Posició                   | Tripulació                     | Tripulació                     |
| ------------------------- | ------------------------------ | ------------------------------ |
| Comandant                 | Yevgeni Khrunov Unió Soviètica | Yevgeni Khrunov Unió Soviètica |
| Cosmonauta d'investigació | José Armando López Falcón Cuba | José Armando López Falcón Cuba |

## Paràmetres de la missió
- Massa: 6800 kg
- Perigeu: 199,7 km
- Apogeu: 273,5 km
- Inclinació: 51,63°
- Període: 88,194 minuts